# The Magnificent Yankee
The Magnificent Yankee ist eine US-amerikanische Filmbiografie von John Sturges aus dem Jahr 1950. Der Film, basierend auf dem 1942 erschienenen Roman Mr. Justice Holmes von Francis Biddle und dem folgenden Bühnenstück The Magnificent Yankee aus dem Jahr 1946, erzählt die Geschichte des US-amerikanischen Rechtswissenschaftlers, Juristen und Richter am Obersten Gerichtshof der USA, Oliver Wendell Holmes, Jr. (1841–1935).

## Handlung
Der Schriftsteller Owen Wister erzählt die Lebensgeschichte des Richters Oliver Wendell Holmes. Wister beginnt seine Erzählung im Jahr 1902. Holmes, mittlerweile 61 Jahre alt, verlässt sein Haus in Boston und zieht nach Washington, D.C. Dort arbeitet er als Richter am Obersten Gerichtshof der USA. Mit seiner Frau Fanny bezieht er ein neues Haus. Sie besuchen den Ort eines Schlachtfeldes des Amerikanischen Bürgerkrieges, an dem Holmes 1864 als junger Unionssoldat gekämpft hat. Der Gedanke, als Richter auch mit ehemaligen Konföderierten zusammenzuarbeiten, entzückt Holmes. 
Der zynische Kongressabgeordnete Adams, Urenkel des früheren Präsidenten John Adams, sieht in Präsident Theodore Roosevelt, der Holmes zum Richter berufen hat, eine Gefahr für das Land. Bald darauf leidet Fanny unter Depressionen, da sie keine Kinder bekommen kann. Doch Holmes versichert ihr seine Liebe. Holmes will seine Arbeit von zu Hause aus erledigen und plant, jedes Jahr einen Harvard-Absolventen als Sekretär einzustellen. So kommen beide in den Genuss, durch die Versorgung der jungen Männer eine Art Elternschaft zu erleben.
Nach der Vereidigung diskutieren Holmes und seine Mitarbeiter den 14. Zusatzartikel zur Verfassung der Vereinigten Staaten sowie das Für und Wider des Sherman Antitrust Acts. Holmes ist ein Gegner des Acts, woraufhin er von Roosevelt, einem Befürworter, persönlich angegriffen wird. Auch als der Sherman Act nach einer Abstimmung abgesegnet wird, grollt Roosevelt weiter.
Holmes ist ein harter Chef für seine Angestellten, denen verboten wird zu heiraten, solange sie für Holmes arbeiten. Baxter, einer der jungen Sekretäre, kündigt, damit er seine Freundin heiraten kann. Fanny fordert ihren Mann auf, seine Forderung zu überdenken und lehnt Baxters Kündigung ab. Holmes sieht ein, dass seine Frau recht hat und behält Baxter in seinem Dienst. 
1916 beruft der neue Präsident Woodrow Wilson Holmes Freund, den jüdischen Anwalt Louis Brandeis, zum Richter am Obersten Gerichtshof. Die Nominierung wird über sechs Monate im Kongress diskutiert. Holmes unterstützt die Nominierung und erleichtert so Brandeis’ Berufung. Zwar wird Holmes als Abweichler angesehen, doch können er und Brandeis die juristischen Methoden fortschrittlich modifizieren. Ihre Freundschaft vertieft sich bei der Arbeit zur Legalisierung von Gewerkschaften und der Definition des Rechts auf freie Meinungsäußerung. Holmes hat viele Gegner, viele seiner Urteile werden angefochten, dennoch werden seine Urteile zum größten Teil bestätigt. 
1921 feiert Holmes seinen 80. Geburtstag. Doch die Feier wird von der Tatsache beeinträchtigt, dass man Holmes bei der Nominierung des Obersten Richters übergangen hat. Als 1929 seine Frau Fanny im Sterben liegt, gibt er ihr das Versprechen, weiterhin für sein Land zu arbeiten. Holmes bleibt am Gericht, bis er das Alter von 90 erreicht. Kurz nach seinem Rücktritt bricht die Börse zusammen. Präsident Franklin D. Roosevelt sieht sich gezwungen, zum ersten Mal in der Geschichte der USA die Landesbank zu schließen. Schließlich kündigt er an, Holmes zu besuchen, um sich mit ihm zu beraten. Holmes bereitet sich stolz auf den Besuch vor. Er will dem Präsidenten den einzigen Rat geben, den er kennt: In Kriegszeiten muss man hart für sein Land kämpfen. Er beschließt, den größten Teil seines Vermögens der Regierung zu vermachen.

## Hintergrund
Die Premiere fand am 20. Dezember 1950 in Los Angeles statt. Dies geschah, um sich für den Oscar-Wettbewerb 1951 qualifizieren zu können. Der eigentliche Kinostart erfolgte erst am 18. Januar 1951.
Louis Calhern verkörperte den Richter auch in dem Film zugrunde liegenden Bühnenstück. Nach dem Broadway-Erfolg ging Calhern mit dem Stück für zehn Monate auf Tournee. Als die Filmrechte von MGM gekauft wurden, war Calhern die logische erste Wahl für die Hauptrolle. Szenenbildner des Films waren Cedric Gibbons und Edwin B. Willis. Für den Ton war Douglas Shearer verantwortlich, die Spezial-Effekte stammen von A. Arnold Gillespie.
Francis Biddle, Autor der literarischen Vorlage für den Film und das Bühnenstück, war Richter und wurde 1946 zum US-amerikanischen Hauptrichter bei den Nürnberger Prozessen berufen. Nach seinem Universitätsabschluss war Biddle Privatsekretär von Oliver Wendell Holmes.

## Kritiken
Bosley Crowther von der New York Times bezeichnete den Film als „warme, ansprechende Charakterstudie“. Variety attestierte dem Film, eine „elegante Übertragung [der Vorlage] auf die Leinwand“ zu sein.

## Auszeichnungen
Walter Plunkett erhielt 1951 eine Nominierung für den Oscar in der Kategorie Bestes Kostümdesign/Schwarzweiß. Louis Calhern erhielt Nominierungen für den Oscar als Bester Hauptdarsteller und für den Golden Globe.